# 신영희 (1955년)
신영희(申榮姬, 1955년 2월 14일~)는 대한민국의 정치인이다. 재선 옹진군의원을 역임하였으며, 현재 초선 인천광역시의원(2022년 7월~ )을 지내고 있다.

## 학력
- 인하대학교 교육대학원 졸업(교육학 석사)

## 경력
- 옹진농협 금창, 연안, 인현동, 시도지점장
- 옹진섬단호박연구회장
- 2014.07 ~ 2018.06: 제7대 인천광역시 옹진군의회 의원
- 2018.07 ~ 2022.04: 제8대 인천광역시 옹진군의회 의원
  - 2020.07 ~ 2022.04: 제8대 인천광역시 옹진군의회 후반기 부의장
- 2022.07 ~ : 제9대 인천광역시의회 의원
  - 제9대 인천광역시의회 해양산업클러스터 및 항만재개발 특별위원회 제2부위원장
  - 제9대 인천광역시의회 전반기 제1기 예산결산특별위원회 제1부위원장
  - 제9대 인천광역시의회 전반기 행정안전위원회 위원
  - 2024.02 ~ 2024.06: 제9대 인천광역시의회 전반기 부의장
  - 제9대 인천광역시의회 후반기 행정안전위원회 위원

## 역대 선거 결과
|  | 0% |

|  | 28.16% |

|  | 60.52% |